# Virar
En náutica, se entiende por virar a cambiar de rumbo o de bordada pasando de una amura a otra de modo que viniendo el viento por un costado, después de haber virado venga por el opuesto. 
Esto puede ejecutarse despasando el viento por la proa, lo cual se llama virar por avante o por delante y es hacer orzar a una embarcación que ciñe en términos que, pasando su proa por delante del viento llegue a recibirlo por la banda que antes era sotavento, a fin de que cambiando los aparejos en ocasión oportuna, quede navegando de la nueva amura sin haber perdido casi nada en barlovento o despasando el viento por la popa, que se dice virar por redondo y es arribar hasta que llegue el caso de tener el viento enteramente en popa y después orzar de la otra vuelta hasta ponerse a ceñir. En el caso de la virada por redondo, generalmente se utiliza el término "trasluchar" (en algunos casos "trabuchar") para referirse a ella.

## Expresiones relacionadas
- Virar redondo. Virarlo seguido con dicha máquina o sin hacer paradas ni esfuerzos interrumpidos.
- Virar lof por lof. Frase muy poco usada que significa virar por redondo.
- Virar de popa a proa y virar viento en popa. Según algunos, lo mismo que virar por redondo.
- Virar o un tiempo. Ejecutar la virada en un mismo momento los buques de la línea o columna.
- Virar por contramarcha. Virar una línea o columna de navíos.
- Virar sobre el ancla. Virar del cable para acercarse a ella.
- Virar a pique. Ejecutarlo con el cabrestante hasta ponerse a pique del ancla.
- Virar a la voz. Virar a estrepadas unidas a la voz del que dirige o anima a los que dan vueltas a la misma máquina.